# Diocesi di Eraclea al Latmo
La diocesi di Eraclea al Latmo (in latino Dioecesis Heracleensis ad Latmum) è una sede soppressa del patriarcato di Costantinopoli e una sede titolare della Chiesa cattolica.

## Storia
Eraclea al Latmo, identificabile con le rovine di Kapikeri nell'odierna Turchia, è un'antica sede episcopale della provincia romana della Caria nella diocesi civile di Asia. Faceva parte del patriarcato di Costantinopoli ed era suffraganea dell'arcidiocesi di Stauropoli.
La diocesi è documentata nelle Notitiae Episcopatuum del patriarcato di Costantinopoli fino al XII secolo.
Il primo vescovo noto di Eraclea al Latmo è Aftoneto, documentato in due occasioni. Tra il 22 giugno e il 22 luglio 431 figura tra i membri che presero parte al concilio di Efeso. Il suo nome poi appare in una lettera scritta, verso la fine dell'anno, dal patriarca Massimiano di Costantinopoli al clero e al popolo di Tenedo per comunicar loro la deposizione del loro vescovo Anastasio, a causa delle sue idee nestoriane; il concilio efesino ha provato senza ombra di dubbio la colpevolezza di Anastasio sulla fede di numerose testimonianze, tra cui quella del vescovo Aftoneto di Eraclea al Latmo.
Dionisio intervenne al concilio di Calcedonia nel 451. Teodoro figura tra i padri che presero parte al concilio in Trullo nel 692. Gregorio I assistette al secondo concilio di Nicea nel 787. Gregorio II partecipò al concilio di Costantinopoli dell'879-880 che riabilitò il patriarca Fozio di Costantinopoli. La sottoscrizione del vescovo Ignazio si trova in calce a due documenti monastici del 986 e 987. Un affresco infine riferisce di un anonimo vescovo, vissuto nell'XI secolo e attribuibile alla sede di Eraclea al Latmo.
Esistono inoltre 4 sigilli vescovili che documentano l'esistenza dei vescovi Nicola (IX/X secolo), Giovanni (metà del X secolo), Leonzio e Michele (XI secolo) la cui attribuzione è tuttavia incerta, potendo essere attribuiti anche alla diocesi di Eraclea Salbace.
Dal 1933 Eraclea al Latmo è annoverata tra le sedi vescovili titolari della Chiesa cattolica; il titolo finora non è stato assegnato.

## Cronotassi dei vescovi greci
- Aftoneto † (menzionato nel 431)
- Dionisio † (menzionato nel 451)
- Teodoro † (menzionato nel 692)
- Gregorio I † (menzionato nel 787)
- Gregorio II † (menzionato nell'879)
- Nicola ? † (IX/X secolo)
- Giovanni ? † (metà del X secolo)
- Ignazio † (prima del 986 - dopo il 987)
- Leonzio ? † (XI secolo)
- Michele ? † (XI secolo)
- Anonimo † (XI secolo)